# Magnum (marca de gelats)
Magnum és una gamma de gelats de la multinacional Unilever, que es presenta amb noms de marca diferents a cada país: a Espanya i Andorra, Frigo, a Itàlia Algida, i a França Miko. Va néixer l'any 1989 com a gelat de vainilla cobert de xocolata amb llet. Tres anys després, en neix la versió amb ametlles, seguida de les diverses versions que hi ha avui dia.